# Liste der Kulturgüter in Hauteville FR
Die Liste der Kulturgüter in Hauteville FR enthält alle Objekte in der Gemeinde Hauteville im Kanton Freiburg, die gemäss der Haager Konvention zum Schutz von Kulturgut bei bewaffneten Konflikten, dem Bundesgesetz vom 20. Juni 2014 über den Schutz der Kulturgüter bei bewaffneten Konflikten sowie der Verordnung vom 29. Oktober 2014 über den Schutz der Kulturgüter bei bewaffneten Konflikten unter Schutz stehen.
Objekte der Kategorien A sind vollständig in der Liste enthalten, Objekte der Kategorie B sind auf Gemeindegebiet nicht ausgewiesen, Objekte der Kategorie C fehlen zurzeit (Stand: 1. Januar 2023).

## Kulturgüter
| Foto |                                                                 | Objekt                                                  | Kat. | Typ | Standort                                  | Beschreibung |
| ---- | --------------------------------------------------------------- | ------------------------------------------------------- | ---- | --- | ----------------------------------------- | ------------ |
| ja   | Datei hochladen · Wikidata zu Bauernhaus Schorderet (Q29479183) | Bauernhaus Schorderet / Ferme Schorderet KGS-Nr.: 09974 | A    | G   | Route de l’Église 47, 49a 574447 / 168826 |              |